# 旭宇
旭宇（1940年—），原名许玉堂，号白阳，字京东，男，河北玉田人，中国诗人，书法家，中国书法家协会原副主席，河北省文学艺术界联合会原副主席。